# La Unión Nueva
La Unión Nueva är en ort i Mexiko.   Den ligger i kommunen Rayón och delstaten Chiapas, i den sydöstra delen av landet, 700 km öster om huvudstaden Mexico City. La Unión Nueva ligger 1 503 meter över havet och antalet invånare är 213.
Terrängen runt La Unión Nueva är kuperad åt sydost, men åt nordväst är den bergig. Runt La Unión Nueva är det ganska tätbefolkat, med 86 invånare per kvadratkilometer. Närmaste större samhälle är Pueblo Nuevo Jolistahuacan, 10,8 km sydost om La Unión Nueva. I omgivningarna runt La Unión Nueva växer i huvudsak städsegrön lövskog.